# Церква Святого Георгія (Любомль)
Церква Святого Георгія — християнська церква в Україні, в місті Любомлі Волинської області. Парафіяльний храм Володимир-Волинської єпархії Української православної церкви Московського патріархату. Належить до Любомльського благочиння. Заснована в ХІІІ ст. володимирським князем Володимиром Васильковичем, небожем руського короля Данила. Названа на честь святого Георгія (Юрія). При церкві діяла бібліотека, куди князь-засновник передав 34 цінні книги. Пам'ятка архітектури національного значення. Охоронний номер № 132. Настоятель — протоієрей Володимир Лисий, екс-секретар Володимир-Волинської єпархії УПЦ МП.

## Історія храму

### 13 століття
Будівництво церкви було розпочато на початку 1280-х років за наказом князя Володимира Васильковича. Місце було вибране поряд із замчищем і князівським двором. Швидше за все, храм будував зодчий Олекса — видатний майстер, який побудував багато укріплених городів на замовлення волинських князів. Присвятили храм Святому Великомученику Георгію Побідоносцю — покровителю руських князів ще з часів Володимира Великого. Адже якраз у Георгіївському монастирі у Херсонесі був охрещений Володимир. Але на іконі, що прикрашала церкву, люди побачили не тільки героя-воїна, що вражає Змія, а й значно ближчу до себе людину — милого серцю хлібороба Юрія — покровителя худоби. І досі живі обидві назви церкви: Георгіївська і Юріївська.
Багато слів про побудову Володимирем Васильковичем цього храму сказано у другій частині Галицько-Волинського літопису:
| | \| В Любомлі ж він поставив церкву кам'яну святого і великого мученика Христового Георгія (Побідоносця), прикрасив її іконами окованими, і начиння служебне срібне викував і покрови оксамитні, шиті золотом, із жемчугом херувимом і серафимом (придбав), і індитію золотом шиту всю, а другу – з паволоки білуватої, а в оба малі олтарі – обидві індитії з білуватої таки паволоки; Євангеліє він списав апракос, окував все його золотом, і камінням дорогим із жемчугом (оздобив), і Деісуса на ньому викувано із золота, образки великі з емаллю, чудовні на вигляд; а друге Євангеліє, теж апракос, обтягнуто золототканим едвабом, і образок він положив на нього з емаллю, а на ньому – два святі мученики Гліб і Борис; Апостола апракос, Пролог списав він (на) дванадцять місяців, (де) викладено житія святих отців і діяння святих мучеників, як вони діставали нагороду за кров свою, (пролиту) за Христа, і Мінеї (на) дванадцять (місяців) списав, і Тріоді, і Октай, і Єрмолой; списав він також і Служебник (церкві) святого Георгія, і молитви вечірні і заутрені списав, окрім Молитовника; Молитовника ж він купив у жони протопопа, і дав за нього вісім гривень кун, і оддав святому Георгію; кадильниці дві – одну срібну, а другу мідяну, і хрест воздвижальний він дав святому Георгію; ікону також він написав на золоті, намісну святого Георгія, і гривну золоту возложив на неї, з жемчугом, і святу Богородицю написав він, теж на золоті, намісну, і возложив на неї намисто золоте з камінням дорогим; і двері вилив мідяні. Почав він також був розписувати її, і розписав усі три олтарі, і шия вся розписана була, та не скінчена, бо постигла його болість. Вилив він також і дзвони дивного звуку. Таких ото не було по всій землі. \| |
| В Любомлі ж він поставив церкву кам'яну святого і великого мученика Христового Георгія (Побідоносця), прикрасив її іконами окованими, і начиння служебне срібне викував і покрови оксамитні, шиті золотом, із жемчугом херувимом і серафимом (придбав), і індитію золотом шиту всю, а другу – з паволоки білуватої, а в оба малі олтарі – обидві індитії з білуватої таки паволоки; Євангеліє він списав апракос, окував все його золотом, і камінням дорогим із жемчугом (оздобив), і Деісуса на ньому викувано із золота, образки великі з емаллю, чудовні на вигляд; а друге Євангеліє, теж апракос, обтягнуто золототканим едвабом, і образок він положив на нього з емаллю, а на ньому – два святі мученики Гліб і Борис; Апостола апракос, Пролог списав він (на) дванадцять місяців, (де) викладено житія святих отців і діяння святих мучеників, як вони діставали нагороду за кров свою, (пролиту) за Христа, і Мінеї (на) дванадцять (місяців) списав, і Тріоді, і Октай, і Єрмолой; списав він також і Служебник (церкві) святого Георгія, і молитви вечірні і заутрені списав, окрім Молитовника; Молитовника ж він купив у жони протопопа, і дав за нього вісім гривень кун, і оддав святому Георгію; кадильниці дві – одну срібну, а другу мідяну, і хрест воздвижальний він дав святому Георгію; ікону також він написав на золоті, намісну святого Георгія, і гривну золоту возложив на неї, з жемчугом, і святу Богородицю написав він, теж на золоті, намісну, і возложив на неї намисто золоте з камінням дорогим; і двері вилив мідяні. Почав він також був розписувати її, і розписав усі три олтарі, і шия вся розписана була, та не скінчена, бо постигла його болість. Вилив він також і дзвони дивного звуку. Таких ото не було по всій землі. | |

По літопису це найбільші дари для храмів із всіх, які Володимир Василькович збудував на Волинській землі.
Маючи такий детальний опис життя князя і його будівництва храму в Любомлі, науковці доводять, що один із авторів літопису, хтось із канцелярії князя, швидше всього писав цю частину літопису в Любомлі. Літописець дає можливість уявити, який був архітектурний стиль споруди. Адже згадуються три олтарі, шия храму і фрески. Це говорить про те, що церква була подібна до Успенського собору у Володимирі-Волинському, тільки менших розмірів. Також описуються у літописі ікони святого Георгія і Богородиці. З 13 століття церква була у складі Володимирської єпархії.
До другої половини 19 століття у всіх архівних документах писалось, що церква невідомо коли і ким побудована. А з опублікуванням Галицько-Волинського літопису з'явились основні відомості про церкву. Та історики, не вникнувши детально в зміст слів, поставили дату будівництва 1264 рік і почали те ж саме писати з кінця 19 століття у клірових відомостях. Ця дата ніяк не підходить до часу будівництва церкви тому, що князь Володимир Василькович прийняв владу після смерті батька тільки у 1269 році. Та й не могли в той час так довго будувати церкву. Тим більше, що літопис вказує, що ще не вся шия церкви була розписана у 1288 році, в рік смерті князя Володимира Васильковича. Тому науковці вважають, що слід датувати будівництво церкви 80-тими роками 13 століття. Це також підтвердила археолог М. В. Малевська проведеними розкопками в Любомлі.

У 1975 році в місті Любомль працював Любомльський загін архітектурно-археологічної експедиції Ленінградського відділу Інституту археології АН СРСР під керівництвом М. В. Малевської. Розкопки зі східного боку церкви підтвердили наявність трьох апсид, а не однієї, як в нинішньому храмі. За висновком дослідниці М. В. Малевської, стара церква була квадратна в плані, чотирьохстовпна одноглава будівля з трьома апсидами. На жаль, під час розкопок не було можливості провести всередині діючої церкви дослідження чотирьох опор старого храму. Проведені дослідження в цілому дозволили М. В. Малевській говорити про відтворення на Волині в кінці 13 століття типу храму, характерного для будівництва домонгольського часу. Але відсутність зовнішніх лопаток у любомльській церкві спонукає допускати інше, ніж в домонгольських волинських храмах, завершення фасадів, та іншу конструкцію склепінь.

### 16—19 століття
Після 13 століття протягом двох століть — 14 та 15 — відомостей про храм не знайдено. Церква гадується вже тільки 1510 року в Холмських гродських книгах, коли Любомльщина вже була в складі Холмської землі. В 1564 році Георгіївська церква платила податку 2 флорини.
Існують відомості, що ще до середини 17 століття при церкві зберігався великий архів, можливо і бібліотека князя Володимира Васильковича.
У 1740—1750—тих роках церква Архістратига Михаїла була передана єпископом під опіку церкви Святого Георгія.
На 1759 рік парафія нараховувала близько 300 осіб. Станом на 1793 рік налічувалось 189 віруючих, що проживали в 53 будинках, і була набагато меншою від парафії Різдва Пресвятої Богородиці.
В кінці 18 століття основною церквою Любомля стала церква Різдва Пресвятої Богородиці, а Георгіївська в 1796 році мала тільки 175 парафіян міста і не мала тоді приписних сіл. Наглядав її тоді священник з Пречистенської церкви. А кількість парафіян зменшилась через те, що територія міста була поділена між церквами і на дільниці Георгіївської церкви все більше почало поселятись єврейське населення, витісняючи православних на окраїни. Георгієвська церква згідно з кліровими відомостями входила у склад Житомирської єпархії. З кінця 18 століття кладовище при церкві було закрите.

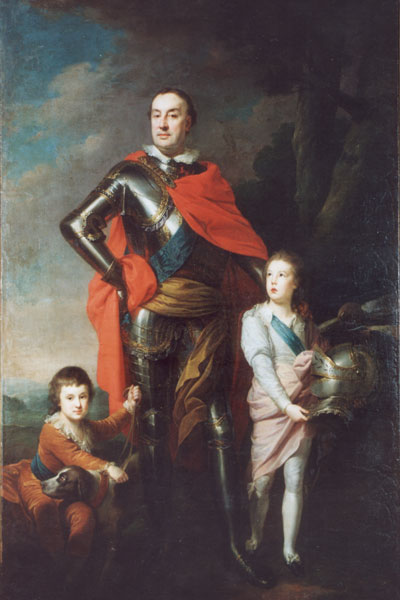
Францішек Ксаверій Браницький з дітьми

Документальних згадок, коли перебудовувалась церква, немає. Одні архітектори датують 17 століттям, М. В. Малевська 18 століттям. Є також думка, що храм перебудований у 16 столітті. Церква будувалась на старому фундаменті, але в довжину була удвічі більшою. Тоді ж до неї була прибудована дзвіниця. За візитацією 1779 року та візитацією 1793 року можна зробити висновок, що нова церква на 1779 рік вже була побудована і закінчена у 1780-х роках. Храм був побудований Францішком Ксаверієм Браницьким у пануючому на той час стилі бароко.
Церква була і є символом Любомля, від неї ще у середньовіччі починалася площа Ринок.
У 19 столітті основну масу населення міста вже складали євреї. Згідно з кліровими відомостями за 1860 рік церква відносилась до VI класу і мала два престоли, один в ім'я святого Архістратига Михайла, в пам'ять про Михайлівську церкву 16 століття—18 століть. У 1860 році до церкви було пиписано 77 дворів і 612 парафіян, а також села Савоші і Кути (до нашого часу не збереглись).
В 1883 році церква за кошти парафіян була капітально відремонтована і мала вже 916 парафіян. Станом на 1892 рік церковної землі було 114 десятин.

### 20 століття
Під час Першої світової війни, коли наступали німецько-австрійські війська, основна маса священників району, забравши документи і найцінніші речі, виїхала на схід. За наявними даними, церква Святого Георгія у 1917 році діяла.

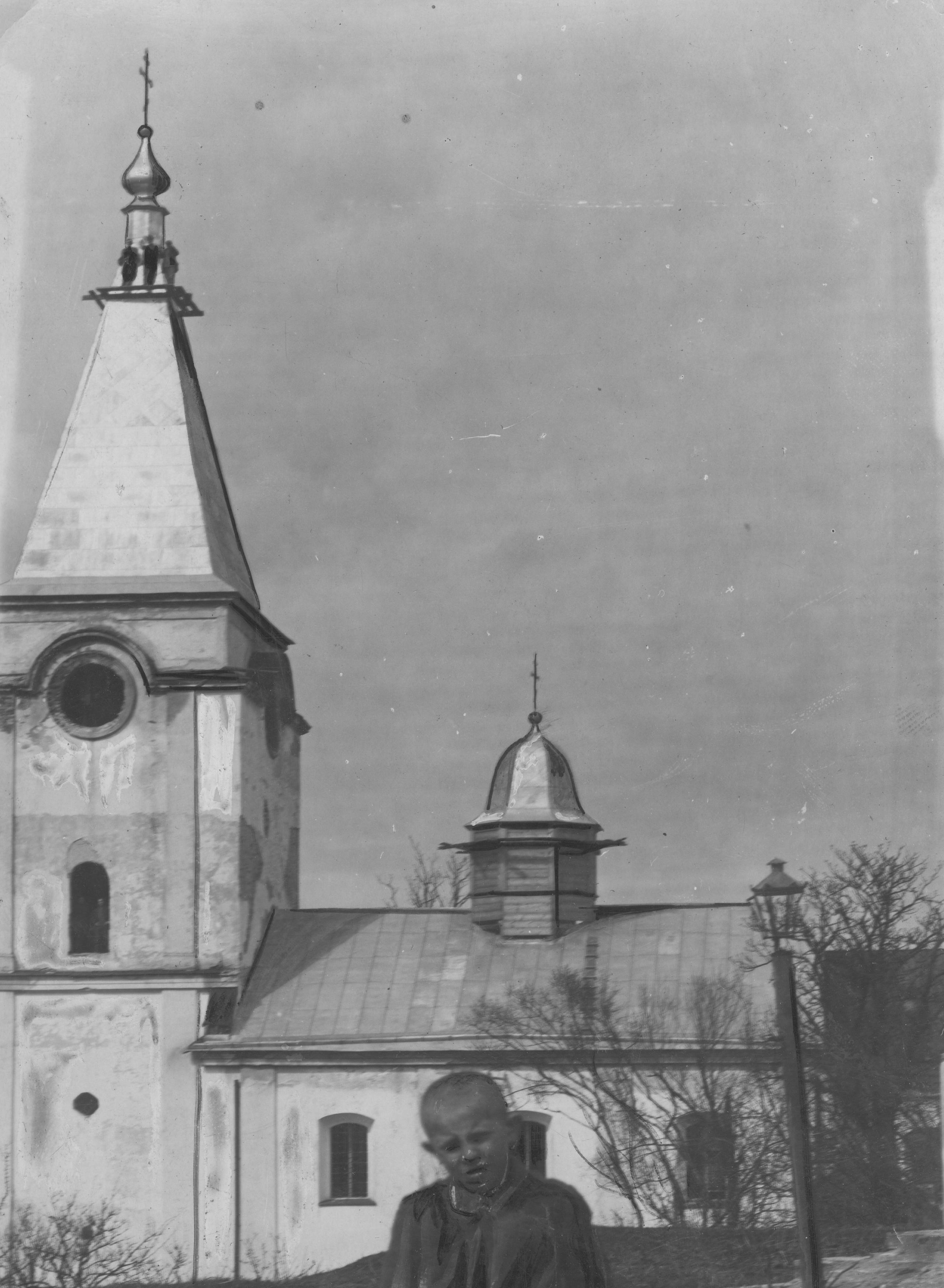
Відбудована після пожежі церква. 1930-ті роки

У 1921 році в храмі сталася велика пожежа, яка виникла під час підготовки ілюмінації на пасхальні свята. До ранку вигорів весь дах і внутрішня частина храму. Вдалося врятувати архів і незначну кількість речей. Архів і все, що вдалось врятувати, було передано до церкви Різдва Пресвятої Богородиці. Храм відбудовувався 10 років.
«Просвіта» міста Любомля часто проводила свої заходи разом з релігійними громадами і з участю священників. Так, 12 березня 1933 року в церкві Святого Юрія (так тоді називали Георгієвську церкву) в Любомлі відбулася урочиста панахида по Т. Г. Шевченку. Панахиду відкривав отець М.Мікульський і сказав відповідну промову.
У цьому ж храмі 3 березня 1935 року старанням місцевої української інтелігенції відслужено панахиду по блаженній пам'яті українського історика, професора Михайла Грушевського. Юріївська церква була переповнена по береги.
В 1935 році у Гданську були вилиті якісні дзвони з дарчим написом українською мовою, що й досі подають мелодійний звук.
У період німецької окупації організаційне оформлення Української церкви знайшло сильну підтримку серед віруючих. Наприкінці грудня 1941 року в місті Любомль збори православного населення утворили місцеву Українську церковну раду, яка на своєму засіданні 1 січня 1942 року висловила «волю і бажання боронити і захищати інтереси Української православної автокефальної церкви». 28 серпня 1941 року на площі Ринок — центральній площі Любомля — відбулось проголошення Української держави, яке провела інтелігенція міста разом з священиками. Під час Другої світової війни окупаційна влада намагалась відсторонити від богослужінь настоятеля Георгієвського храму Миколу Мікульського.
У період войовничого атеїзму парафіяни вберегли церкву від закриття і сьогодні її стрімкий чотиригранний купол з позолоченим хрестом видно далеко за межами міста, а він тільки за останні 150 років тричі міняв свій вигляд.
30 жовтня 1988 року було освячено новий вівтар церкви. З 5 квітня 1992 року настоятелем храму є протоієрей Володимир Романович Лисий.

### 21 століття
Храм живе своїм життям, регулярно проводяться богослужіння.
У 2010 році проводилась зовнішня реставрація храму, було пофарбовано його стіни та дах. У 2012 році проводиться повна реконструкція даху та куполів із заміною на нові у зв'язку зі зношеністю дерев'яних конструкцій.

## Архітектура

Сучасний план храму

Церква Святого Георгія є одним із ранніх варіантів тридільного безкупольного будівництва. З точки зору розуміння еволюції української архітектури взагалі, храм має винятково важливу цінність, є пам'яткою архітектури національного значення.
Храм являє собою витягнуту по осі схід-захід споруду з дзвіницею із західного боку. Це кам'яна, зального типу, однонефна будівля з однією напівкруглою апсидою. Перекриття церкви плоскі, по дерев'яних брусах. Основний об'єм накритий двосхилим дахом, увінчаним декоративним шоломоподібним куполом на восьмигранному барабані. Стіни розчленовані лопатками. В західній частині церкви під аркою розміщені хори.
Дзвіниця, яка примикає до церкви, прямокутна в плані, ззовні — двох'ярусна, всередині — п'ятиярусна, завершена високим шатром з главою. Перший ярус прикрашений порталами у формі класицизму. Грані дзвіниці з усіх боків оздоблені пілястрами.

## В культурі
Церква Святого Георгія як архітектурна домінанта історичного центру Любомля завжди приваблювала фотографів та художників. Збереглися фотознімки храму кінця 19 — 20 століть, у 21 столітті церкву продовжують малювати і фотографувати місцеві художники та фотолюбителі.

Художній поштовий конверт «Георгіївська церква XIII ст. м. Любомль»

Найдавніші відомі історикам фото Георгієвського храму зроблені російським архітектором та істориком Адріяном Праховим у 1886 році. Тоді він приїжджав на Волинь для вирішення питання реставрації Успенського собору у Володимирі-Волинському. Прахов об'їздив багато населених пунктів Волині, підготував альбом фотографій найбільш цікавих пам'яток історії, комплект якого подарував царю Олександру ІІІ. У Любомлі він робив фотографії синагоги та церкви Святого Георгія.
Два зображення І.Крейна інтер'єру та екстер'єру храму, датовані 1930 роком, опубліковані в альбомі-каталозі «Від серця до серця. Волинь у поштовій листівці початку ХХ століття».
У 1997 році введений в обіг та вважався дійсним для пересилання письмової кореспонденції художній поштовий конверт, присвячений любомльській Георгієвській церкві. На конверті зображено церкву Святого Георгія та є текст: «Георгіївська церква XIII ст. м. Любомль» Номінал марки Д. Художник Прокоф'єв Є. М. Конверт надруковано на ДП «Поліграфічний комбінат „Україна“ по виготовленню цінних паперів».
У 2007 році у Нововолинському видавництві «Мінотавр» було надруковано брошуру «Древня святиня Волинської землі. Церква святого Георгія у Любомлі», яка складається із наукової статті директора Любомльського краєзнавчого музею Олександра Остапюка «З історії Георгіївської церкви м. Любомля» та ілюстративного матеріалу.
4 червня 2012 року під час святкування 725—річчя першої писемної згадки про Любомль на одній з центральних площ міста завдяки ТМ «Монетний двір туриста» жителі та гості Любомля мали змогу власноруч відкарбувати із алюмінію, міді, латуні чи мельхіору сувенірну Любомльську монету із зображенням Георгієвського храму.

## Пожертви на церкву
Безумовно, одним з найбільших жертводателів храму був князь Володимир Василькович, який і спорудив його.
Опікунами Георгіївської церкви протягом 18 століття були старости Матеуш (1721 р.) і його дружина Антоніна (1759-1771 рр.) Жевуські. У 1779, 1787 і 1793 роках опікуном церкви був граф Францішек Ксаверій Браницький. Взагалі всі гетьмани, які володіли Любомльським староством, а це Іван Виговський, Павло Тетеря, Дмитро Вишневецький, Францішек Ксаверій Браницький, щедро обдаровували храм дарами.

## Настоятелі

Кількість парафіян церкви Святого Георгія в Любомлі

- 1631—1642 рр. — священник Григорій Карачевський.
- 1669—1672 рр. — священник Власій Лілікович.
- 1719—1721 рр. — протоієрей, благочинний Михайло Давидович.
- 1749—1759 рр. — священник Матвій Коцуринський.
- 1759 p. — наглядав церкву священник церкви Різдва Пречистої Богородиці Іван Подкович.
- 1793 р. — священник Іван Германович
- 1796 р. — священник Антоній Теодорович.
- 1796—1804 рр. — наглядав священник Різдво-Богородичної церкви Іван Семенович Лаприсевич.
- 1813 р. — священник Дмитро Павлович Ігнатович.
- 1844 р. — наглядав священник Лука Петрович Меленевич.
- 1848 р. — 6 лютого 1902 р. — протоієрей, благочинний Федір Онуфрійович Пашкевич.
- 11 лютого 1902 р. — 18 березня 1903 р. — священник Мелентій Дмитрович Сакович.
- 20 березня 1903 р. — 8 липня 1908 р. — священник Рафаїл Мартишевський.
- 8 липня 1908 р. — 1917 p. — священник Іван Ярема.
- 1925 р. — червень 1930 р. — священник Микола Вержбицький.
- Серпень 1930 р. — вересень 1930 р. — священник Віталій Сагайдаківський.
- 1930—1945 рр. — протоієрей, благочинний Микола Мікульський.
- 1948—1979 рр. — митрофорний протоієрей Олександр Феофілович Стаховський.
- 1979—1992 рр. — митрофорний протоієрей Іван Андрійович Лисенко.
- З 5 квітня 1992 р. по теперішній час — митрофорний протоієрей Володимир Романович Лисий[2].

## Легенди
- Одна з легенд Любомльщини повідомляє, що Георгієвська церква вийшла із-під замкової гори, біля якої розміщена.
- В іншій розповідається, що храм стояв біля села Висоцьк на Бугом і, провалившись під землю, вийшов на поверхню в Любомлі[2].

## Світлини

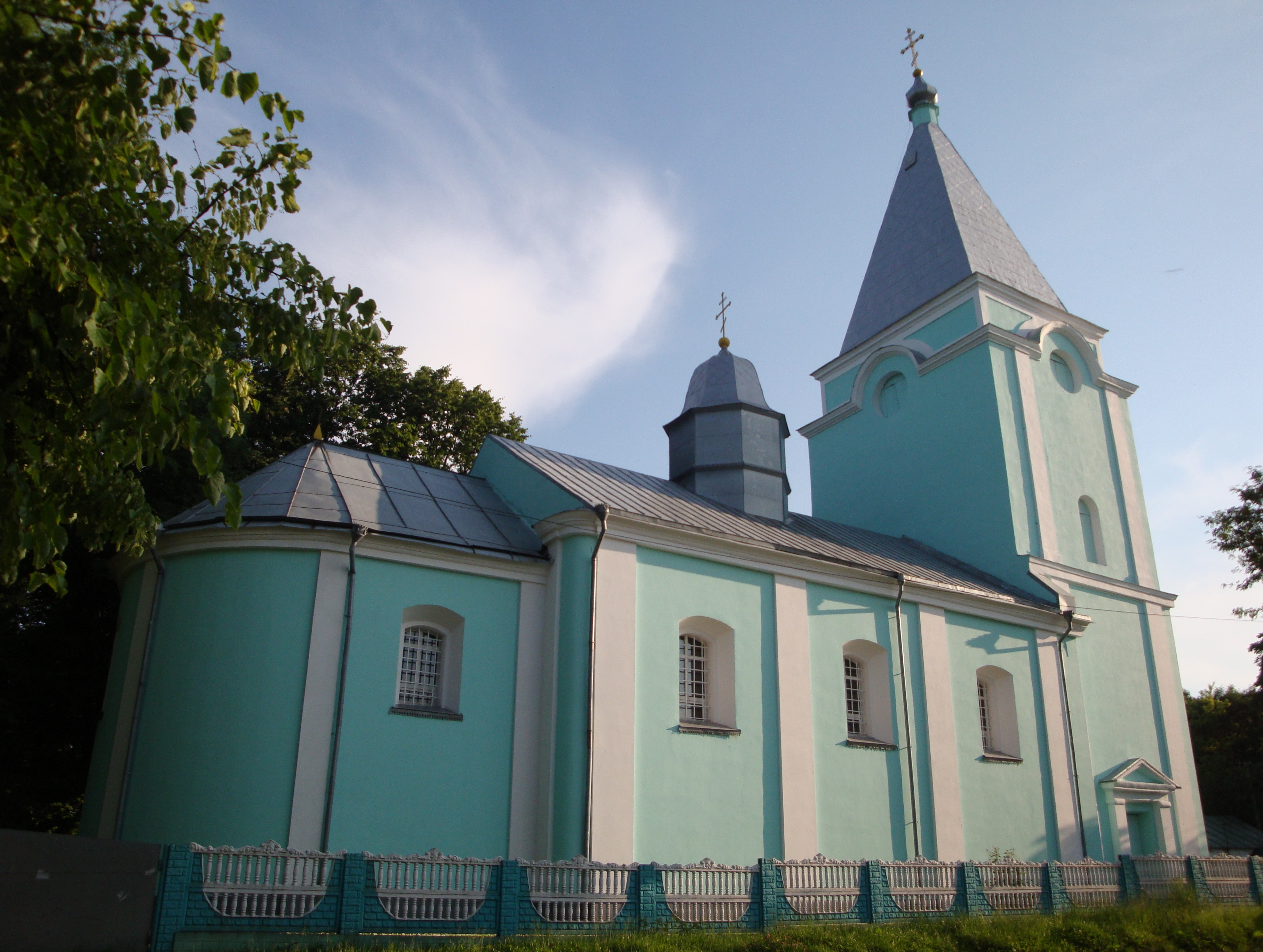
Георгієвський храм з північно-східного боку
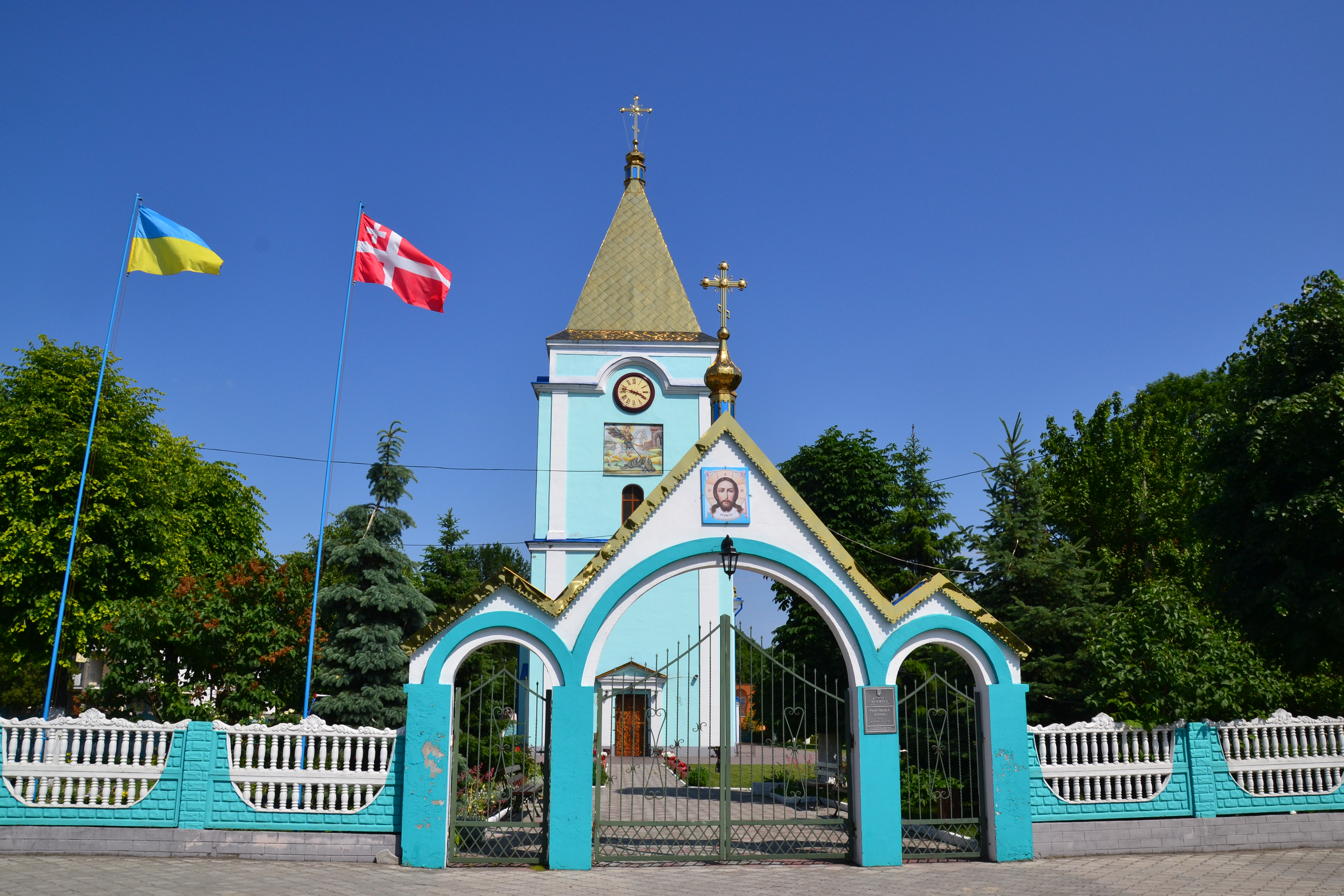
Вхідна брама церкви
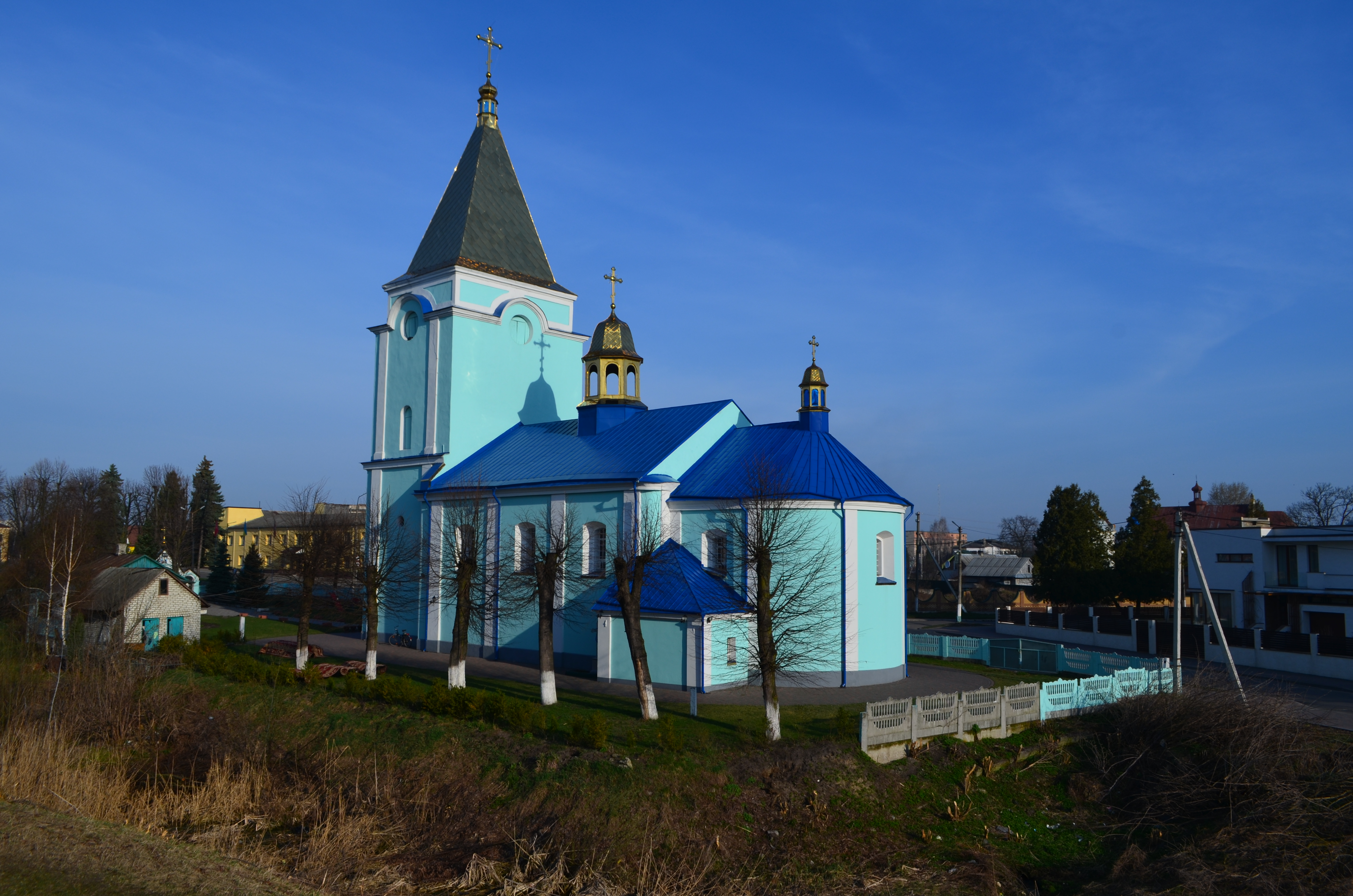
Вигляд з південного сходу
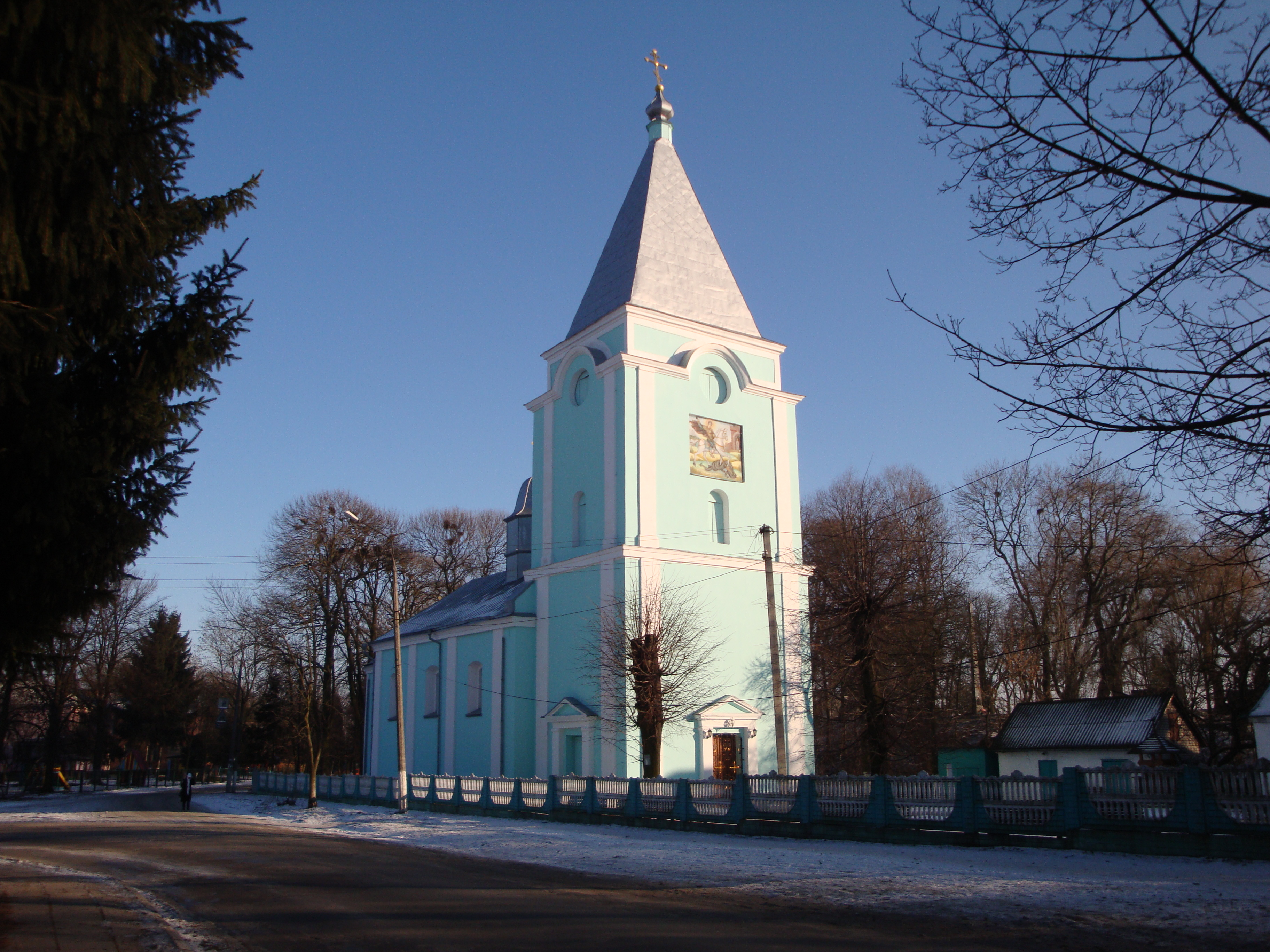
Церква з північно-західного боку
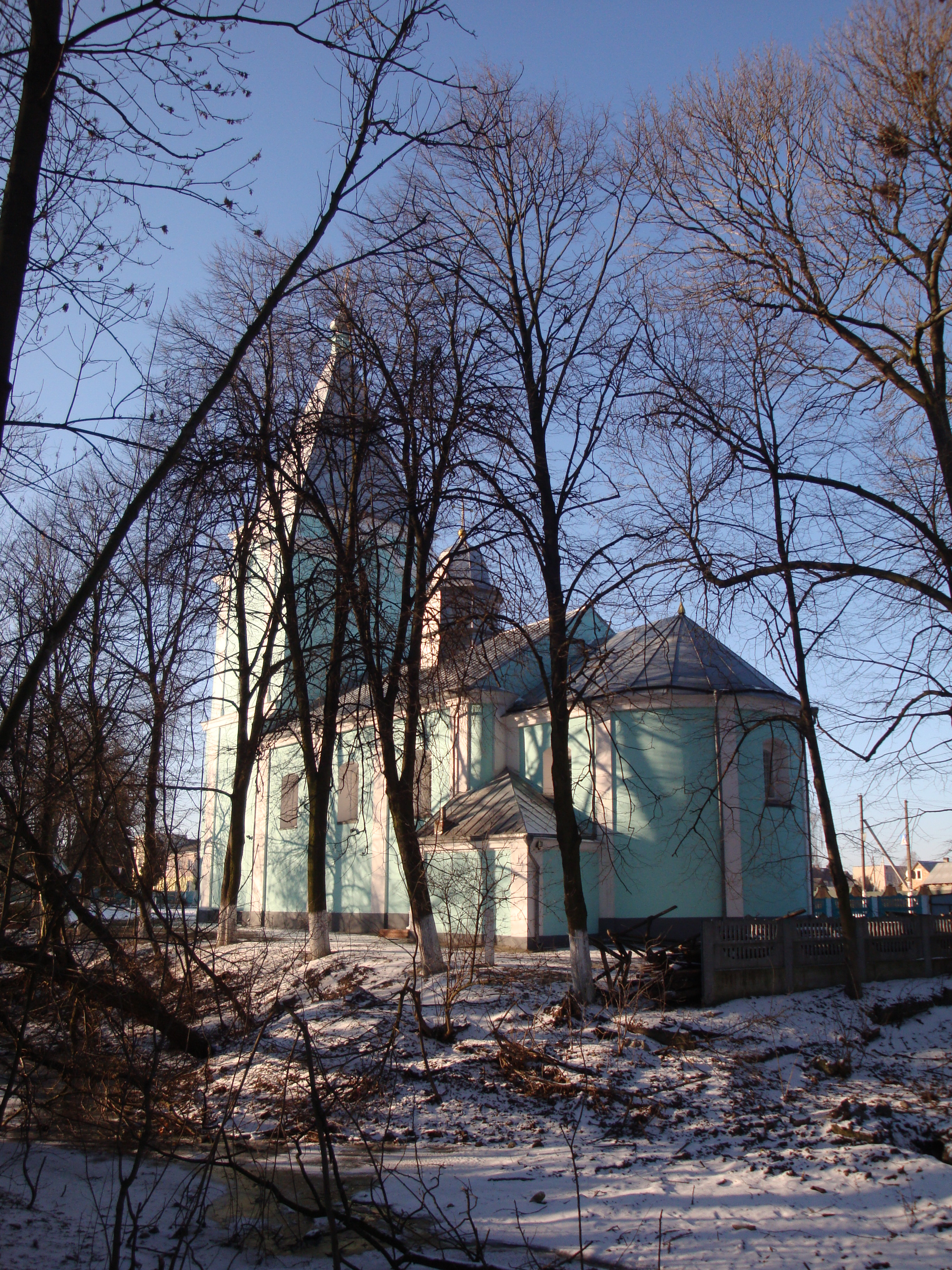
Церква з південно-східної сторони
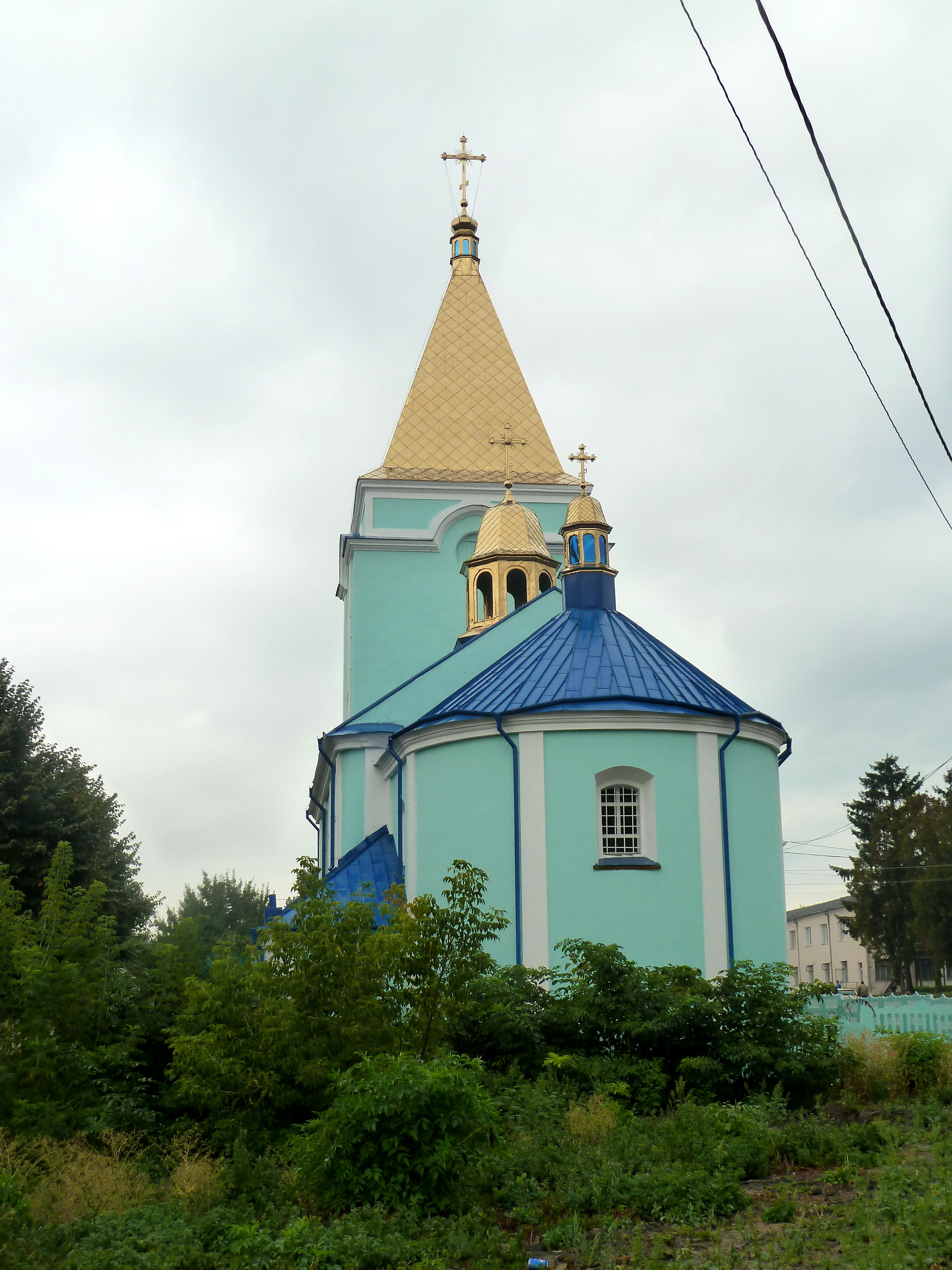
Вигляд з сходу
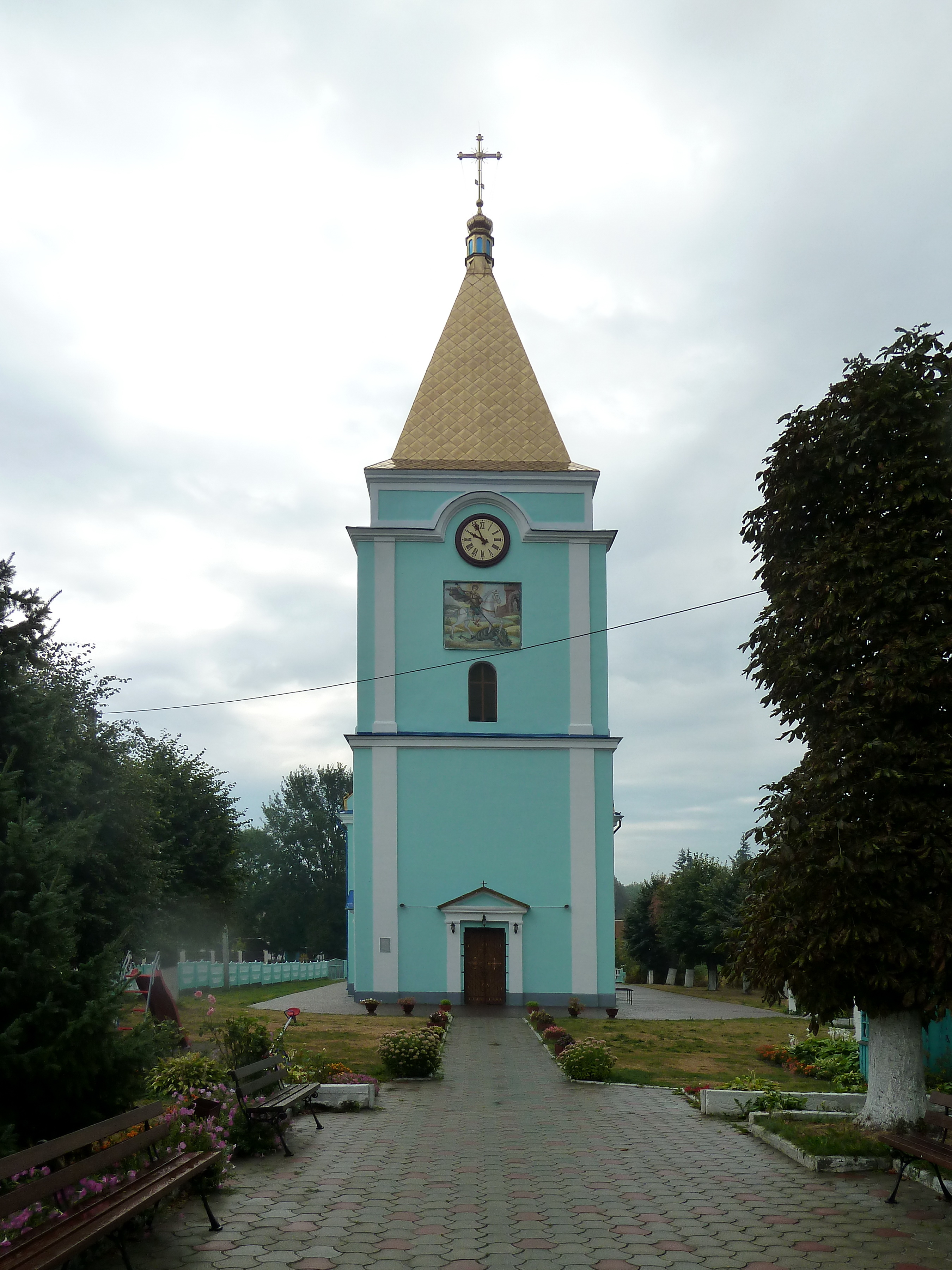
Вигляд з заходу
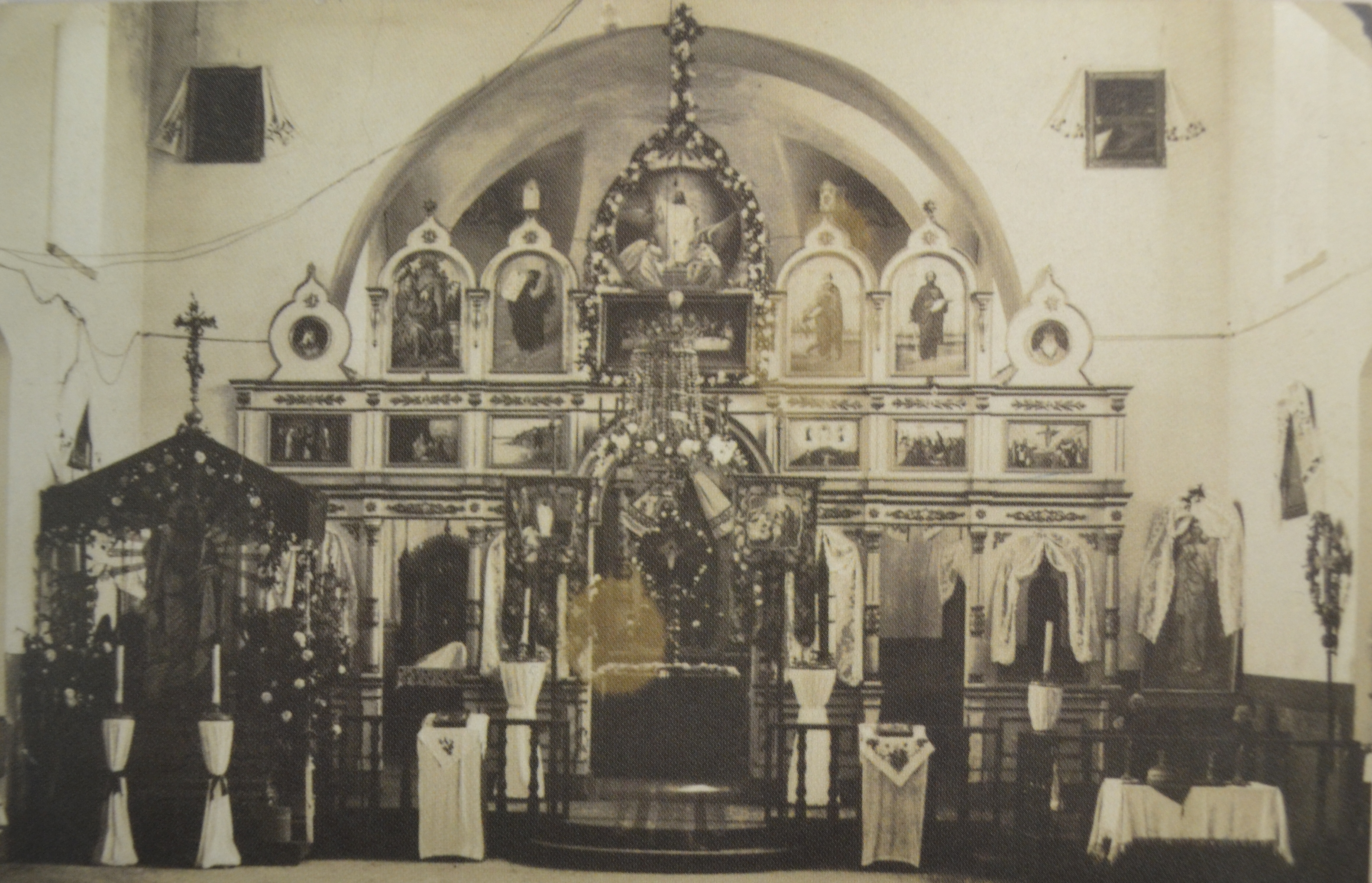
Іконостас церкви Святого Георгія. 1930 рік. Фото І.Крейна
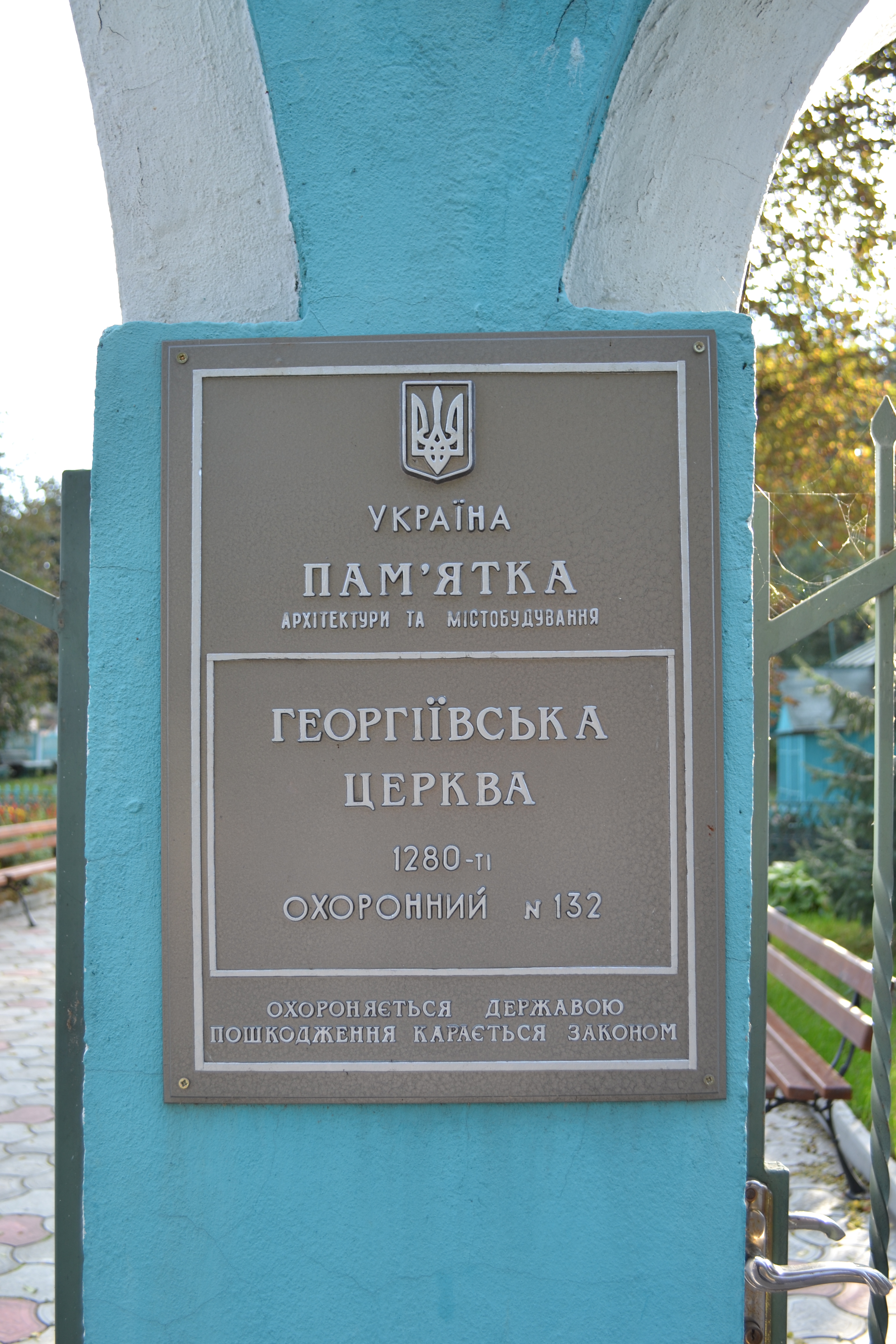
Охоронна табличка церкви
Металева прикраса. 13 століття. 38х36 мм. Олово. Знайдена поблизу Георгіївської церкви в Любомлі

## Інтернет-ресурси
- Справочник «Памятники градостроительства и архитектуры Украинской ССР» (рос.)
- Галицько-Волинський літопис (рік 6797 (1289))
- Стаття «Церква св. Георгія» (процитовано 2 травня 2010 року)
- Офіційний сайт Управління культури і туризму Волинської облдержадміністрації. Пам'ятки містобудування і архітектури Волинської області
- Любомль
- Георгієвська церква у 3D-панорамах[недоступне посилання з вересня 2019]